# Hoheria
Hoheria es un género con seis especies de plantas de flores de la familia Malvaceae. Es endémico de Nueva Zelanda y de las islas Kermadec. 
Hoheria son grandes arbustos perennes o pequeños árboles que alcanzan 6-10 metros de altura. Sus flores tienen cinco pétalos y son de color blanco. Las hojas son serradas o dentadas, ovadas a lanceoladas. Las flores que nacen axilares se reúnen en pedúnculos y producen una fuerte y seca cápsula.
Algunas especies son cultivadas en Nueva Zelanda y Gran Bretaña, H. sexstylosa resiste temperaturas de hasta -15 °C, y H. glabrata muestra una buena tolerancia a las heladas.

## Especies
- Hoheria angustifolia Raoul
- Hoheria equitum
- Hoheria glabrata Sprague & Summerh
- Hoheria lyallii Hook.f
- Hoheria populnea A.Cunn
- Hoheria sexstylosa Col